# 因采·克丽斯陶
因采·克丽斯陶（匈牙利語：Incze Kriszta，1996年5月15日—），罗马尼亚女子摔跤运动员。她曾代表罗马尼亚参加2019年欧洲运动会摔跤比赛，获得一枚铜牌。她也曾出战2020年夏季奥林匹克运动会。